# Yūya Ozeki
Yūya Ozeki (尾関 優哉?, Ozeki Yūya; Tokyo, 5 giugno 1996) è un attore giapponese, noto principalmente per la sua interpretazione del personaggio di Toshio Saeki nel film horror giapponese Ju-on e nel suo remake statunitense The Grudge.

## Filmografia
- Ju-on: Rancore, regia di Takashi Shimizu (2003)
- Ju-on: Rancore 2, regia di Takashi Shimizu (2003)
- The Grudge, regia di Takashi Shimizu (2004)
- The Grudge 2, regia di Takashi Shimizu (2006)